# U-Bahn Osaka

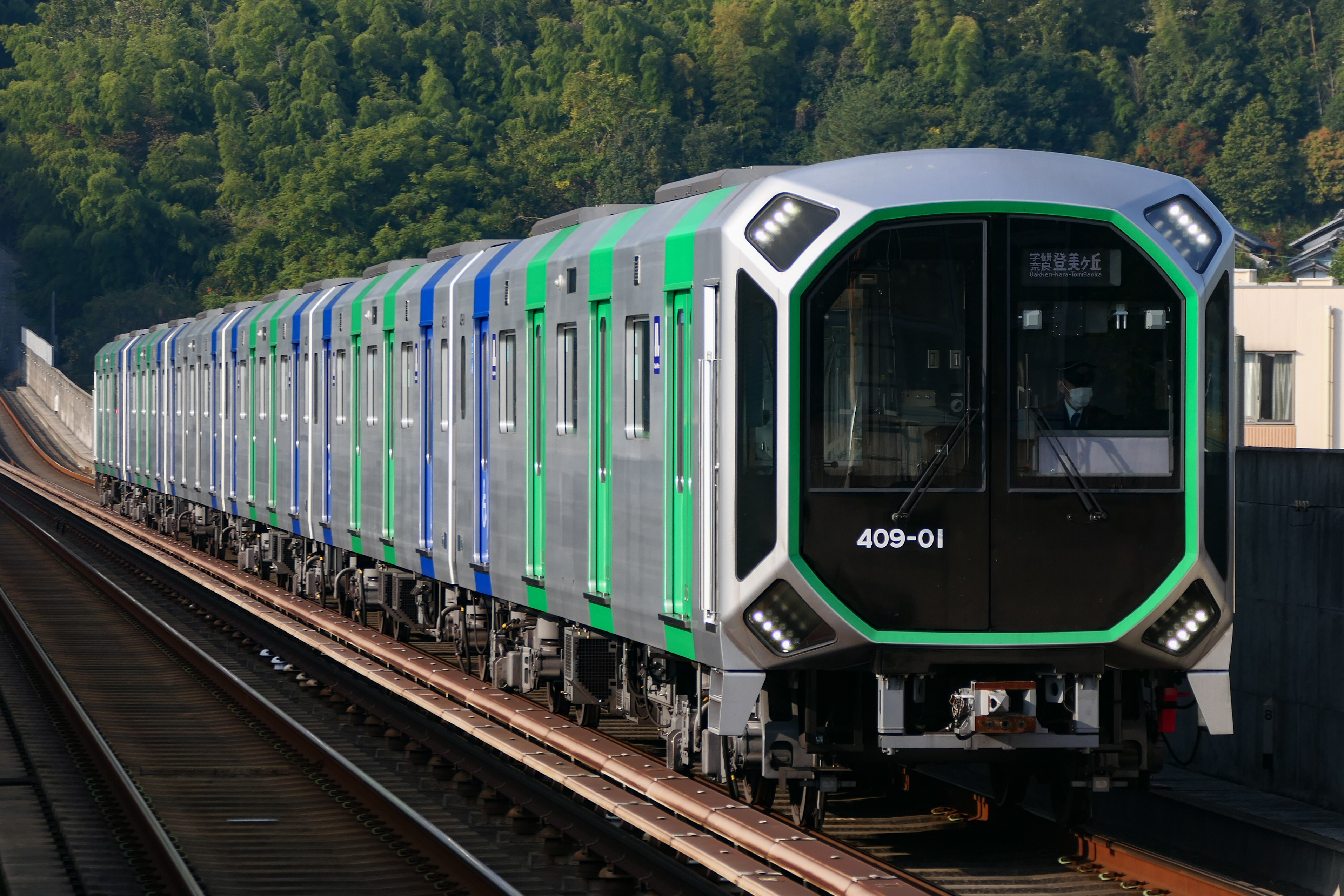
Zug der Chuo-Linie Series 400

Die U-Bahn Osaka (jap. 大阪メトロ, Ōsaka metoro) betreibt das U-Bahn-Netz der drittgrößten japanischen Stadt Osaka. Dessen erste Linie wurde am 20. Mai 1933 von Umeda (provisorischer Bahnhof bis 1935) nach Shinsaibashi unter dem Namen Midōsuji eröffnet. Derzeit umfasst das Netz 125,4 km Streckenlänge mit 121 Haltestellen.
Bis zum 30. März 2018 wurde die U-Bahn vom städtischen Verkehrsbetrieb Osaka (大阪市営地下鉄) betrieben. Am 1. April 2018 übernahm die Osaka Metro als Aktiengesellschaft (offizieller Name 大阪市高速電気軌道株式会社 = Hochgeschwindigkeitsbahn der Stadt Osaka AG) alle Züge und Anlagen von der Stadt Osaka; die Stadt Osaka besitzt aber alle Aktien der Osaka Metro, jedoch ist eine spätere Privatisierung angedacht.
Die Züge verkehren zwischen 5 Uhr morgens und etwa Mitternacht. Nachtfahrten gibt es nicht. Die Fahrtenhäufigkeit variiert vom 2-Minuten-Takt während der Hauptverkehrszeiten bis zum 8-Minuten-Takt zu schwächer nachgefragten Zeiten.
1990 wurde mit der Nagahori Tsurumi-ryokuchi-Linie erstmals eine japanische U-Bahn eröffnet, deren Züge von Linearmotoren bewegt werden.

## Strecken
| Nr. | Name                                             | Strecke                                | Länge   | Stationen |
| --- | ------------------------------------------------ | -------------------------------------- | ------- | --------- |
| 1   | Midōsuji-Linie (御堂筋線)                        | Esaka ↔ Nakamozu                       | 24,5 km | 20        |
| 2   | Tanimachi-Linie (谷町線)                         | Dainichi ↔ Yaominani                   | 28,1 km | 26        |
| 3   | Yotsubashi-Linie (四つ橋線)                      | Nishi-Umeda ↔ Suminoekōen              | 11,4 km | 11        |
| 4   | Chūō-Linie (中央線)                              | Yumeshima ↔ Nagata                     | 17,9 km | 14        |
| 5   | Sennichimae-Linie (千日前線)                     | Noda-hanshin ↔ Minami-Tatsumi          | 12,6 km | 14        |
| 6   | Sakaisuji-Linie (堺筋線)                         | Tenjinbashisuji Rokuchōme ↔ Tengachaya | 8,5 km  | 10        |
| 7   | Nagahori Tsurumi-ryokuchi-Linie (長堀鶴見緑地線) | Kadoma-Minami ↔ Taishō                 | 15 km   | 17        |
| 8   | Imazatosuji-Linie (今里筋線)                     | Imazato ↔ Itakano                      | 11,9 km | 11        |

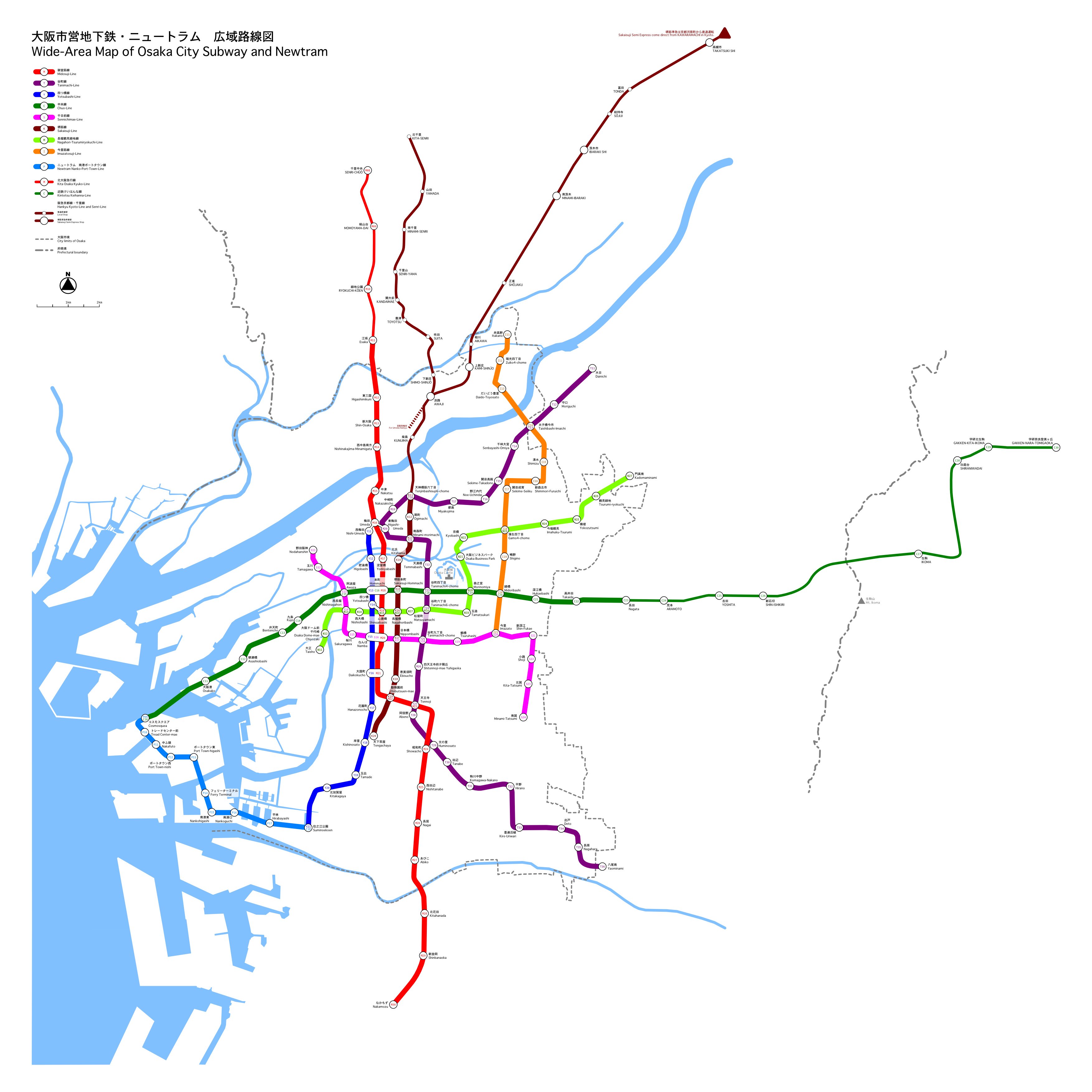
Netzplan der U-Bahn Osaka

Die Midōsuji-Linie ist außerdem mit der 5,9 Kilometer langen Kita-Osaka Kyuko Railway, welche zum Großteil der Hankyū Dentetsu gehört, verknüpft, die von Esaka nach Senri-Chūō führt, wo Anschluss an die Einschienenbahn Osaka besteht.
Die Chūō-Linie ist mit der 18,8 Kilometer langen Heikanna-Linie der Kintetsu verknüpft, die von Nagata nach Gakken Nara-Tomigaoka führt.
Die Sakaisuji-Linie ist mit der Senri-Linie sowie der Kyoto-Linie der Hankyū Dentetsu verknüpft, die im Gegensatz zu den anderen Strecken nicht hauptsächlich als Verlängerung der U-Bahn, sondern in den 1920ern als Hauptbahn gebaut wurden und betrieben werden.